# Rectala
Rectala is een geslacht van vlinders uit de familie wespvlinders (Sesiidae), onderfamilie Tinthiinae.
Rectala is voor het eerst wetenschappelijk beschreven door Bryk in 1947. De typesoort is Rectala asyliformis.

## Soorten
Rectala omvat de volgende soorten:
- Rectala asyliformis Bryk, 1947
- Rectala magnifica Kallies & Arita, 2001